# Vicolo Orbitelli
Vicolo Orbitelli är en gränd i Rione Ponte i Rom. Gränden löper från Via Giulia till Largo Orbitelli. 

## Beskrivning
Gränden är uppkallad efter familjen Orbitelli, som bodde i området. Arkitekten Francesco Borromini hade sin ateljé vid Vicolo Orbitelli. Han avled där den 3 augusti 1667 och är begravd i den närbelägna kyrkan San Giovanni dei Fiorentini.

## Bilder
| - Vicolo Orbitelli på en karta över Rom från år 2016. |